# Béta-laktám antibiotikum
| Név                                                          | Alapváz | Példák |
| ------------------------------------------------------------ | ------- | --- |
| monobaktámok(en)                                             |         | aztreonám(en) karumonám                                                                                       |
| penicillinek                                                 |         | amoxicillin azlocillin azidocillin benzilpenicillin karbenicillin kloxacillin meticillin oxacillin temocillin |
| penémek(en)                                                  |         | faropeném |
| kefalosporinok(en) kefamicinek(en) kefabacinok kitinovorinok |         | ceftezol cefaklór ceftriaxon ceftibutén                                                                       |
| oxapenámok                                                   |         | klavulánsav                                                                                                   |
| karbapenémek(en)                                             |         | biapeném doripeném(en) ertapeném(en) meropeném(en) panipeném(en)                                              |

A β-laktám antibiotikumok a mikroorganizmusok által okozott betegségek legfontosabb ellenszerei közé tartoznak.
Első képviselőjük az 1928-ban felfedezett penicillin. Azóta nagyon sok természetes β-laktám antibiotikumot fedeztek fel vagy
állítottak elő mikroorganizmusok segítségével (adalékanyagokkal irányított bioszintézissel), vagy teljes egészében mesterséges úton.

## Hatásmód
A β-laktám antibiotikumok az osztódó baktériumokra hatnak, a sejtfaluk alakját torzítják el azáltal, hogy ún. szferoplasztok(en) képződését idézik elő. Ennek következtében az osztódni próbáló baktérium elpusztul.
Az antibakteriális hatásért a β-laktám gyűrű a felelős. A β-laktám három szén- és egy nitrogénatomból álló gyűrű, a nitrogénatommal szomszédos egyik szénatomhoz oxocsoport kapcsolódik. A legegyszerűbb β-laktám a propiolaktám (lásd a jobb oldali táblázatot).
A baktériumok védekező mechanizmusának egyik módja a β-laktamáz enzim előállítása, mely hidrolizálja (elbontja) a β-laktám gyűrűt, és ezzel hatástalanítja a gyógyszert. E rezisztencia függ az antibiotikumtól és a baktériumtól is. Vannak olyan baktériumok, melyek eleve rezisztensek egyes antibiotikumokra, mások bizonyos idő elteltével képesek ezt kifejleszteni, gyakran csak ugyanannak a szernek a megismételt szedése során. Éppen ezért a rezisztencia kialakulásának elkerülésére antibotikumot csak indokolt esetben szabad szedni. Léteznek β-laktamáz gátló(en) gyógyszerek is (pl. a klavulánsav), melyek gátolják, hogy a baktérium β-laktamázt állítson elő, de ezek sem hatnak minden baktériumra, és ezek ellen is kifejlődött már rezisztencia.

## Kapcsolódó lapok
- béta-laktám(en)
- penicillin
- antibiotikum
- antibiotikum-ellenállás